# La Nef (Saint-Dié-des-Vosges)
Pour les articles homonymes, voir La Nef.
La Nef, fabrique des cultures actuelles, est un équipement culturel français dédié au spectacle vivant, implanté à Saint-Dié-des-Vosges dans le quartier Kellermann, sur la friche de l'ancienne usine textile Lehmann réhabilitée. Inaugurée le 13 octobre 2013, c'est l'une des composantes de sCENe+, un pôle de diffusion, de création et de formation artistiques comprenant également l'Espace Georges-Sadoul (EGS) et le Conservatoire-école de musique Olivier-Douchain (CEMOD).
Équipée d'un plateau de création, de deux studios d'enregistrement, de kiosques en bois abritant les salles de l'école de musique, hébergée jusque-là dans une maison de maître de la rue d'Alsace, cette infrastructure pluridisciplinaire qui a pour vocation première d'accueillir des artistes professionnels, en tournée ou en résidence, se veut également un lieu public, ouvert sur le quartier et la ville.
Pendant le Festival international de géographie (FIG) d'octobre 2013, la Nef a abrité le Salon de la Géomatique, ainsi que l'exposition de posters scientifiques.

## Historique
Le bâtiment d'origine en béton armé abritait les établissements Lehmann Frères, l'une des nombreuses fabriques de bonneterie de coton de la région, du temps où l'industrie textile y était florissante. On a évoqué à son sujet des similitudes avec la Halle Freyssinet, également dotée d'une grande nef centrale et aujourd'hui promise à une reconversion en incubateur numérique.
Touchée à son tour par la crise du textile, l'entreprise périclite peu à peu et le site est laissé à l'abandon depuis les années 1980.
Le projet de reconversion est imaginé au début des années 2000, la première pierre est posée le 25 mai 2012 et La Nef ouvre ses portes en octobre 2013.

## Réhabilitation et aménagements extérieurs
La réhabilitation de la friche industrielle en équipement culturel (1 600 m2 sur deux niveaux) et la création du parc urbain (1,2 ha) ont été réalisées par Pierre Albrech et Dominique Weber, de l'agence strasbourgeoise dwpa, architectes.
Les espaces extérieurs comprennent notamment une aire de jeux et un coin zen doté d'une pergola en bois et de bancs abrités. Le gradin végétal d'un théâtre de verdure permet d'assister à des spectacles ou des projections sur le bâtiment lui-même qui fait alors office d'écran.

## Distinctions
Au Concours national des villes 2013, La Nef a remporté le prix d'excellence dans la catégorie « Cadre de vie ».